# Тумашово
Тумашово — село в Заводоуковском районе Тюменской области. В рамках организации местного самоуправления находится в Заводоуковском городском округе.

## История
До 1917 года в составе Заводоуковской волости Ялуторовского уезда Тобольской губернии. По данным на 1926 год село Тумашево состояло из 238 хозяйств. В административном отношении являлось центром Тумашевского сельсовета Новозаимского района Тюменского округа Уральской области.

## Население
| 2010 |
| ---- |
| 411  |

По данным переписи 1926 года в селе проживало 979 человек (451 мужчина и 528 женщин), в том числе: русские составляли 97 % населения, зыряне — 3 %.